# Adiel de Oliveira Amorim
Adiel de Oliveira Amorim (* 13. August 1980 in Cubatão) ist ein ehemaliger brasilianischer Fußballspieler.

## Karriere
Adiel begann seine Profilaufbahn 1997 beim brasilianischen Erstligisten FC Santos. Im Jahr 2000 unterschrieb Adiel einen Vertrag beim japanischen Zweitligisten Urawa Red Diamonds. 2001 kehrte er nach Brasilien zurück. Hier spielte er bis 2004 für Botafogo FC und FC Santos. 2005 wechselte er nach Asien. Hier unterschrieb er einen Vertrag beim kuwaitischen Verein al Qadsia Kuwait. Von 2006 bis 2011 war er beim japanischen Shonan Bellmare unter Vertrag. Für Shonan bestritt er insgesamt 151 Zweitligaspiele und schoss dabei 44 Tore. 2012 wechselte er zum chinesischen Zweitligisten Wuhan Zall. 2013 wechselte er zum Ligakonkurrenten Hubei China-Kyle. Danach spielte er bei CA Juventus. 2017 beendete er seine Karriere als Fußballspieler bei der AA Portuguesa (SP).

## Erfolge
U-17 Nationalmannschaft
- U-17-Fußball-Weltmeisterschaft: 1997

Santos
- Copa Conmebol: 1998
- Campeonato Brasileiro de Futebol: 2002